# مراد عيني
مراد عيني هو لاعب كرة قدم مغربي من مواليد 24 مارس 1980 بمدينة الدار البيضاء، شغل مركز مدافع بعدة أندية مغربية.

## روابط خارجية
- مراد عيني على موقع قاعدة بيانات كرة القدم.إي يو (الإنجليزية)
- مراد عيني على موقع ناشيونال فوتبول تيمز (الإنجليزية)